# Devilman le diabolique
Pour plus de détails, voir Fiche technique et Distribution.
Devilman le diabolique (Devilman Story) est un film de science-fiction italien sorti en 1967, réalisa par Paolo Bianchini, sous le pseudo de Paul Maxwell.

## Synopsis
Mike Harway, journaliste, décide d'aider son amie Christine Becker, dont le père est disparu mystérieusement. Leurs recherches les mènent en Afrique. Au beau milieu d'un désert, ils sont capturés et emmenés dans le fort abandonné El Faium, dans lequel se trouve le laboratoire de Devilman, qui voudrait échanger son cerveau contre un cerveau artificiel qui le rendrait parfait. Le professeur Becker va devoir expérimenter la transplantation sur sa propre fille.

## Fiche technique
- Titre français : Devilman le diabolique ou L'Homme diabolique ou L'Invincible Superman ou Le Diabolique[1]
- Titre original italien : Devilman Story
- Réalisation : Paolo Bianchini (sous le pseudo de Paul Maxwell)
- Scénario : Paolo Bianchini (sous le pseudo de Paul Maxwell), Max Corot
- Genre : film d'aventure, thriller, film de science-fiction
- Musique : Patrick Leguy
- Production : Gabriele Crisanti pour Lion International Film
- Photographie : Aldo Greci (sous le pseudo d'Al Worley)
- Montage : Otello Colangeli (sous le pseudo d'Angel Coly)
- Durée : 83 minutes
- Pays de production :  Italie
- Langue originale : italien
- Année de sortie : 1967
  - France : 22 octobre 1969[1]

## Distribution
- Guy Madison : Mike Harway
- Luisa Baratto (sous le pseudo de Liz Barrett) : Christine Becker
- Aldo Sambrell : Devilman
- Luciano Pigozzi (sous le pseudo d'Alan Collins) : professeur Kewn
- Bill Vanders (sous le pseudo de Billy Wandes) : professeur Becker
- Enzo Fiermonte (sous le pseudo de Lawrence Marchal) : chef touareg
- Giovanni Cianfriglia : professeur